# Karl Bartl
Karl Bartl (12. září 1884 – 11. května 1946 Cheb) byl československý politik německé národnosti a meziválečný senátor Národního shromáždění za Sudetoněmeckou stranu.

## Biografie
Po parlamentních volbách v roce 1935 získal senátorské křeslo v Národním shromáždění. Mandát ale nabyl až dodatečně roku 1937 jako náhradník poté, co zemřel senátor Eduard Löhnert. V senátu setrval do října 1938, kdy jeho mandát zanikl v důsledku změn hranic Československa.
Profesí byl krejčí ve Františkových Lázních.
Po válce byl v roce 1945 vězněn v Chebu za činnost v době okupace. V září a říjnu 1938 se totiž podílel na zatýkání německých komunistů a sociálních demokratů a zle s nimi zacházel.